# Brad Pitt
William Bradley Pitt (Shawnee, Oklahoma, 18 de diciembre de 1963), conocido como Brad Pitt, es un actor, modelo y productor de cine estadounidense. Por su trabajo interpretativo ha sido nominado cuatro veces a los Premios Óscar, alzándose con la estatuilla como mejor actor de reparto por su actuación en  Once Upon a Time in Hollywood(2020). Ha sido ganador de dos Premios Globo de Oro, como mejor actor de reparto en 1995 y 2020. Su significativa presencia mediática se debe también a su consideración como uno de los hombres más atractivos del mundo. Como figura pública, Pitt ha sido citado como una de las personas más poderosas e influyentes en la industria del entretenimiento estadounidense.
Pitt comenzó su carrera como actor al aparecer como invitado en programas de televisión, entre los cuales se incluye un papel en el serial televisivo de CBS, Dallas (1987). Posteriormente, obtuvo reconocimiento de la prensa con la interpretación del cowboy autoestopista que seduce al personaje de Geena Davis en la película Thelma & Louise (1991). Los primeros papeles de Pitt como protagonista fueron en producciones de alto presupuesto como: A River Runs Through It (1992) y Entrevista con el vampiro (1994). También participó junto con Anthony Hopkins en el drama Leyendas de pasión (1994), papel que le hizo obtener su primera nominación a los Premios Globo de Oro. En 1995, recibió ovación de la crítica por sus interpretaciones en el filme de suspense Se7en y en el de ciencia ficción Doce monos, siendo esta última la que lo hizo ganar un Globo de Oro en la categoría de «mejor actor de reparto» y una nominación al Premio Óscar. Cuatro años después, protagonizó el éxito de culto Fight Club (1999), y poco después actuó en el exitoso filme Ocean's Eleven (2001) en el papel de Rusty Ryan y lo mismo en sus secuelas, Ocean's Twelve (2004) y Ocean's Thirteen (2007). Sus máximos éxitos a nivel comercial han sido Troya (2004) y Sr. y Sra. Smith (2005). Pitt recibió su segunda nominación al premio de la Academia por su papel de Benjamin Button en la película El curioso caso de Benjamin Button (2008) y su tercera nominación cuatro años más tarde, en la misma categoría, por Moneyball (2011). En 2020, obtuvo el premio al mejor actor de reparto por Once Upon a Time in Hollywood.
Tras una relación con la actriz Gwyneth Paltrow, Pitt estuvo casado con Jennifer Aniston durante cinco años. Sin embargo, después comenzó a convivir con Angelina Jolie, siendo esta una relación que obtuvo una amplia popularidad. Tienen seis hijos, tres adoptados: Maddox, Zahara, Pax y tres biológicos: Shiloh, Knox y Vivienne. Desde que comenzó su relación con Jolie y mientras esta duró, se involucró en muchos emprendimientos sociales en los Estados Unidos y a nivel internacional. Pitt posee una compañía de producción llamada Plan B Entertainment, entre cuyos trabajos se cuentan las ganadoras del Óscar a la «mejor película», The Departed (2006), 12 Years a Slave (2013) y Moonlight (2016).

## Biografía
Pitt nació el 18 de diciembre de 1963 en Shawnee, Oklahoma, hijo de Jane Etta (13 de agosto de 1940-agosto de 2025) —cuyo apellido de soltera era Hillhouse—, secretaria de una escuela secundaria, y William Alvin Pitt (24 de marzo de 1941), dueño de una compañía fabricante de camiones. Tiene dos hermanos menores, Doug (n. 1966) y Julie Neal (n. 1969). Poco después del nacimiento de su primogénito, la familia se mudó a Springfield, Misuri. Los Pitt pertenecían a la Convención Bautista del Sur, una iglesia cristiana de corte conservador. Pitt es de ascendencia inglesa, cherokee, seminola y en menor medida alemana, escocesa, galesa, norirlandesa e irlandesa.
Pitt asistió a la Kickapoo High School, donde fue miembro de los equipos de golf, tenis y natación. Asimismo, participaba en los clubes estudiantiles Key y Forensics, en debates y musicales. Tras su graduación, entró en la Universidad de Misuri en 1982, con la idea de especializarse en periodismo y publicidad. Como miembro de la fraternidad de Sigma Chi, participó en muchos eventos de la organización. A medida que su graduación se aproximaba, veía cómo sus amigos encontraban trabajo, pero Pitt no se sentía preparado para ello. Según sus propias palabras, amaba el cine, al cual consideraba «un portal hacia mundos diferentes», y como las películas no se hacían en Misuri, decidió ir a donde se filmaban. Dos semanas antes de graduarse, Pitt abandonó la universidad y se mudó a Los Ángeles, donde debió aceptar una serie de trabajos extravagantes para poder pagar clases de arte dramático.

## Trayectoria

### 1987-1993: primeros trabajos como actor

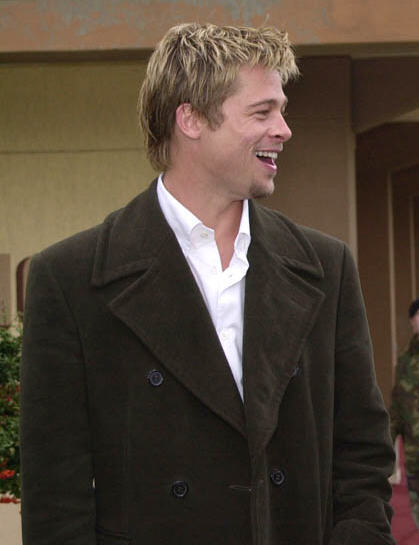
Brad Pitt en 2001

Mientras luchaba por establecerse en Los Ángeles, Pitt tomó clases de arte dramático con el británico Roy London. Tuvo varios trabajos ocasionales; durante un tiempo trabajó como chófer y más tarde se vistió como la mascota del restaurante El Pollo Loco.
La carrera de Pitt en las pantallas comenzó en 1987, con pequeños papeles sin figurar en los créditos de las películas No hay salida, No Man's Land y Less Than Zero. Su debut en la televisión llegó en noviembre del mismo año, cuando se presentó como invitado en la comedia de situación de la cadena ABC Growing Pains. Apareció en cuatro episodios de la serie Dallas entre diciembre de 1987 y febrero de 1988 en el rol de Randy, el novio de Charlie Wade —interpretada por Shalane McCall—. Pitt describió el personaje como «un novio idiota que queda atrapado en el heno». Sobre sus escenas con McCall, el actor más tarde comentó: «Era como salvaje, porque no nos conocíamos anteriormente». Más tarde, en 1988, se presentó como invitado en el drama policíaco Comando Especial, de la cadena Fox.
En el mismo año, Pitt obtuvo su primer papel protagonista en un largometraje, en la producción yugoslavo-estadounidense The Dark Side of the Sun. En ella, el actor interpreta a un joven estadounidense llevado a Europa por su familia para curar sus problemas de piel. Sin embargo, el filme no se estrenó ese año debido al estallido de la Guerra Croata de Independencia y se pospuso hasta 1997, casi una década después. Pitt también actuó en dos películas más en 1989, la primera consistía en un papel de reparto en la comedia Happy Together y la segunda en un papel principal en la película de terror Cutting Class. Esta última fue la primera película en la que trabajó y que se exhibió en las salas de cine. Posteriormente realizó más actuaciones como invitado en las series de televisión Head of the Class, Las pesadillas de Freddy, Thirtysomething y, por segunda vez, en Growing Pains.
Asimismo, Pitt interpretó a Billy Canton, un drogadicto que sacaba ventaja de una desbocada joven —Juliette Lewis— en la película de televisión de 1990 Too Young to Die?, la historia de una adolescente violada condenada a muerte por asesinato. Ken Tucker, crítico de Entertainment Weekly comentó que «Pitt es un canalla magnífico en su papel de novio matón, al mirar alrededor como un John Cougar Mellencamp malvado, realmente asusta». En el mismo año, Pitt coprotagonizó el drama de Fox Glory Days e interpretó un papel de reparto en la película de televisión de HBO The Image. Su siguiente actuación fue en la película de 1991 Across the Tracks, donde Pitt interpretó a Joe Maloney, un corredor de instituto con un hermano delincuente —Ricky Schroder—.
Tras varios años interpretando papeles secundarios y apariciones en televisión como invitado, Pitt obtuvo un amplio reconocimiento por su actuación en la película de 1991 Thelma & Louise. Encarnó a J.D., el novio ratero de Thelma —interpretada por Geena Davis—, y se citó su escena romántica con ella como el momento que definió a Pitt como sex symbol.
Después de Thelma & Louise, apareció en la película de 1991 Johnny Suede, un filme de bajo presupuesto sobre un aspirante a estrella de rock, y más tarde en Cool World de 1992, aunque ninguna de las dos contribuyó a su carrera, ya que no recibieron reseñas favorables ni público numeroso. Pitt interpretó el papel de Paul Maclean en la película biográfica de 1992 El río de la vida, dirigida por Robert Redford. Su interpretación ha sido descrita como digna de hacer carrera, al demostrar que podía ser más que «un buen tipo con sombrero de cowboy», aunque admitió que se sintió presionado durante el rodaje. Pitt comentó que la consideraba una de sus «actuaciones más débiles. [...] Es tan extraño que haya terminado siendo algo por lo que recibí mucha atención [de los medios]». Pitt creyó que su progreso se debía a trabajar con actores tan excelentes. Comparó el trabajar con Redford con jugar al tenis, diciendo que «cuando juegas con alguien mejor que tú, entonces tu forma de jugar mejora».
En 1993, Pitt trabajó otra vez con Juliette Lewis, coprotagonista de Too Young to Die?, en la película Kalifornia. Allí, encarnó a Early Grace, un asesino en serie y novio del personaje de Lewis. Sobre su actuación, Peter Travers de la revista Rolling Stone dijo que la consideraba «sobresaliente, llena de encanto infantil y para acabar en un bufido que exuda puras amenazas». Pitt también recibió la atención por una breve aparición en la película de culto True Romance donde interpretó al personaje Floyd, que alivió en gran parte la tensión del largometraje. En ese mismo año, ganó un premio otorgado por la National Association of Theatre Owners en la categoría de «estrella masculina revelación».

### 1994-1998: éxito y aclamación del público

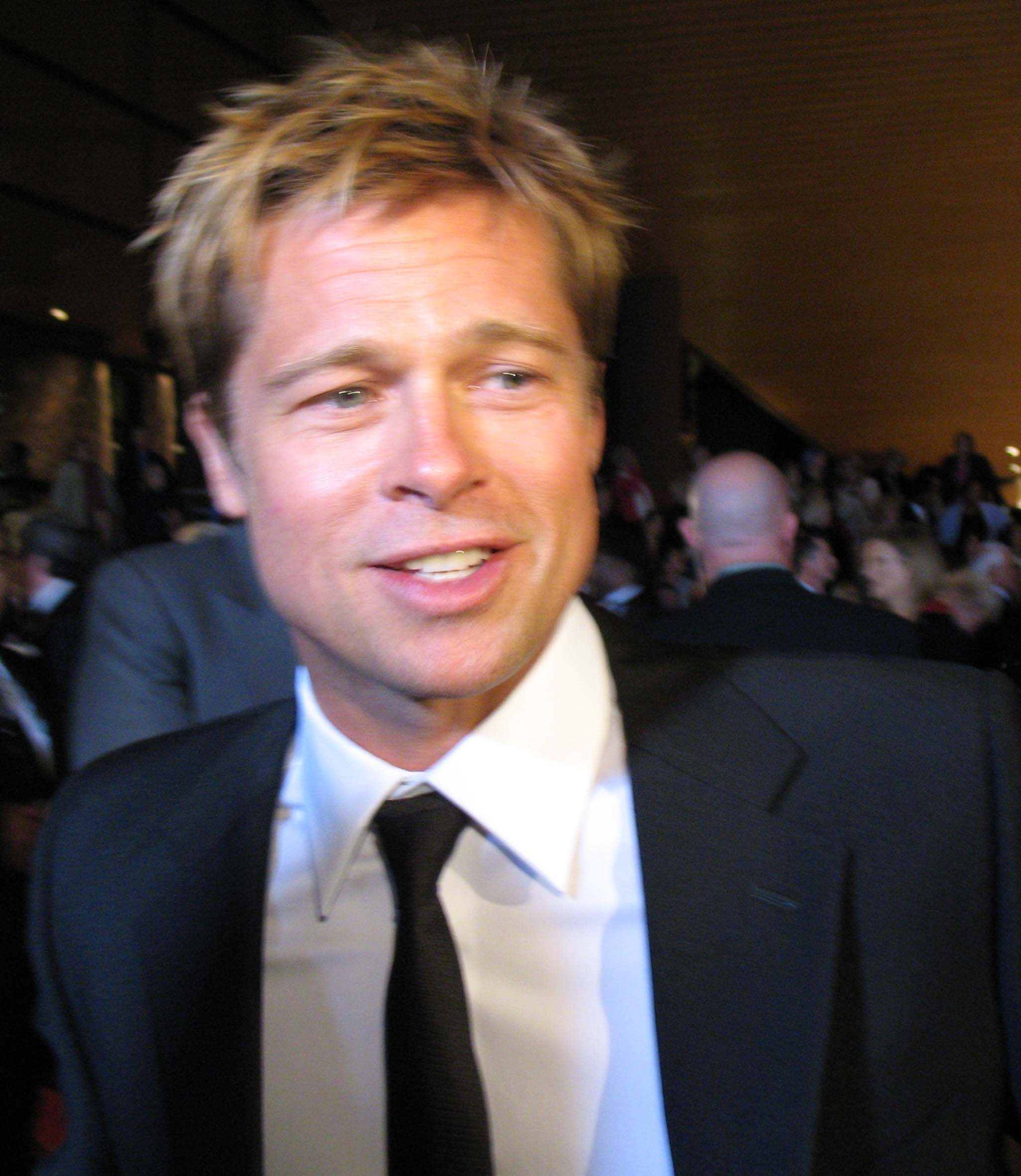
Pitt en el Festival Internacional de Cine de Palm Springs de 2007.

En 1994, personificó al vampiro Louis de Pointe du Lac en la adaptación cinematográfica de la novela de Anne Rice Entrevista con el vampiro. El papel del vampiro del siglo XVIII requirió que Pitt pasase muchas horas maquillándose para adquirir la característica piel pálida y, además, que debiese usar lentes de contacto verdes y colmillos de vampiro para completar el aspecto. Sus compañeros de reparto incluyeron a Kirsten Dunst —quien tenía once años—, Tom Cruise, Christian Slater y Antonio Banderas. Aunque ganó dos premios MTV Movie en 1995 por el papel, su interpretación recibió críticas negativas. Según Dallas Observer, «Brad Pitt [...] es una importante parte del problema [en la película]. Cuando los directores dejan ver su lado engreído, compinche, campechano [...] es una alegría de ver. Pero no hay nada suyo que sugiera sufrimiento interno o autoconciencia, lo que lo hace un aburrido Louis».
Ese mismo año, tras el lanzamiento de Entrevista con el vampiro, protagonizó Leyendas de pasión, una película ambientada en las cuatro primeras décadas del siglo XX. El actor encarnó a Tristan Ludlow, hijo del coronel William Ludlow —Anthony Hopkins—, y recibió su primera nominación a los premios Globo de Oro, en la categoría de «mejor actor». Aidan Quinn y Henry Thomas interpretaron a los hermanos de Pitt. Aunque la película generó opiniones contrarias, muchos críticos elogiaron la actuación de Pitt. Janet Maslin de New York Times afirmó que «La mezcla divergente de actuación y actitud de Pitt funciona [logrando] tal perfección de robacorazones que es una vergüenza que la superficialidad de la película se cruce en su camino». A su vez, Deseret News comentó que el filme consolidaría la reputación de Pitt como actor protagonista.
En 1995, Pitt protagonizó, junto a Morgan Freeman y Gwyneth Paltrow, el filme de suspenso Se7en, donde personifica a un detective que busca a un asesino en serie —interpretado por Kevin Spacey—. El actor la consideró una gran película y declaró que el papel expandiría sus horizontes. Además, expresó sus deseos de alejarse de «esta imagen de "niño bonito" [...] e interpretar a alguien con defectos». Su actuación fue bien recibida por la crítica. Variety señaló que fue la mejor de Pitt y resaltó su habilidad de realizar un «trabajo determinado, enérgico y creíble» al momento de personificar al detective. Se7en recolectó 327 millones USD en la taquilla internacional.
A continuación de Se7en, Pitt obtuvo un papel de reparto como Jeffrey Goines en el largometraje de ciencia ficción Doce monos (1995), dirigido por Terry Gilliam. La película recibió, en general, críticas positivas y se alabó a Pitt en particular. Janet Maslin de New York Times catalogó su actuación como «intensa y perturbadora» y destacó la «interpretación inicialmente delirante» de Pitt, para concluir que «llena a Jeffrey con un extraño magnetismo que luego se vuelve importante a lo largo de la película». Ganó un Globo de Oro al «mejor actor de reparto» por dicha película. También recibió su primera nominación al Óscar en la misma categoría.
Al año siguiente, obtuvo un papel en el drama Sleepers, basado en la novela homónima de Lorenzo Carcaterra. Tras su estreno, el filme recibió críticas tanto positivas como negativas por igual. En 1997, Pitt trabajó junto a Harrison Ford, al personificar al terrorista del IRA Rory Devany en The Devil's Own, la primera de muchas películas en las que Pitt utilizó un acento irlandés. La opinión de la crítica estuvo dividida en cuanto a su aproximación. San Francisco Chronicle escribió que «Pitt encuentra el tono apropiado de ambigüedad moral, pero a veces su acento irlandés es tan convincente que es difícil entender lo que dice». A su vez, una periodista de The Charlestone Gazette opinó que su acento mejoraba durante el transcurso de la película. Si bien recaudó 140 millones de dólares a nivel internacional, recibió críticas negativas. Ese mismo año obtuvo el papel principal, como el alpinista austríaco Heinrich Harrer, en la película de Jean-Jacques Annaud Siete años en el Tíbet. Tuvo que entrenar durante meses para poder llevar a cabo el papel, ya que representó un gran desafío por el nivel de excursionismo y alpinismo que se requería, y para ello escaló en California y en los Alpes junto con David Thewlis. Debido a la temática de nacionalismo tibetano de la película, el gobierno chino les prohibió a Pitt y a Thewlis la entrada a su país de por vida. La película recibió sobre todo críticas negativas y se la consideró una desilusión.
En 1998, Pitt protagonizó la película Meet Joe Black, en donde interpretó una personificación de la Muerte, la cual habitaba en el cuerpo de un joven para saber cómo era ser un humano. La película le dio a Pitt otra oportunidad de trabajar con el actor galés Anthony Hopkins, con quien había actuado previamente en Leyendas de pasión. La película recibió críticas variadas, y muchos criticaron negativamente la interpretación de Pitt. Según Mick LaSalle, del San Francisco Chronicle, Pitt fue incapaz de «hacer creer al público que conocía todos los secretos de la muerte y la eternidad».

### 1999-2003: consolidación

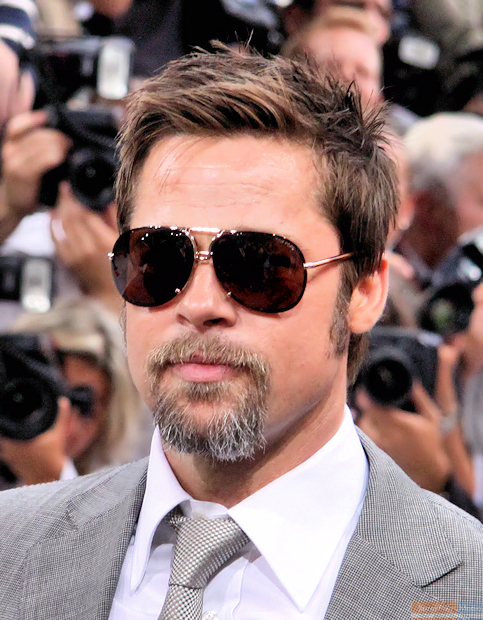
Pitt en el estreno de Inglourious Basterds, en julio de 2009, en Alemania.

En 1999, Pitt personificó a Tyler Durden, un joven intransigente y carismático, en Fight Club, la adaptación cinematográfica de la novela homónima de Chuck Palahniuk, bajo la dirección de David Fincher. Para interpretar el papel, tomó lecciones de boxeo, taekwondo y judo. Además, permitió que le fuesen quitadas algunas piezas dentales frontales, las cuales fueron restauradas cuando terminó la filmación. Durante la promoción de Fight Club, Pitt dijo que el propósito de la película no era necesariamente trasladar las agresiones personales hacia otra persona, sino «tener una experiencia y ponerse a prueba uno mismo». Fight Club se estrenó en el Festival Internacional de Cine de Venecia de 1999 y, pese a que recibió críticas muy dispares, su actuación personal fue alabada. Paul Clinton, de la CNN, destacó la naturaleza arriesgada pero exitosa de la película, mientras que los críticos de Variety señalaron la capacidad de Pitt para ser «genial y carismático» y dijeron que «probablemente, logró destacar su físico de manera más dinámica que en su clásico papel en Thelma and Louise». A pesar de que la recaudación en la taquilla no fue tan buena como se esperaba, Fight Club se convirtió en un clásico de culto después de su lanzamiento en DVD, en el año 2000.
En el año 2000, después de Fight Club, Pitt interpretó a un boxeador gitano irlandés de acento ligeramente incomprensible en Snatch, una película de gánsteres dirigida por Guy Ritchie. Las críticas a Snatch fueron mixtas pero la mayoría de críticos destacaron la actuación de Pitt. Mick LaSalle, del San Francisco Chronicle, dijo que Pitt fue «el candidato ideal para interpretar a un irlandés cuyo acento es tan marcado que ni siquiera los británicos pueden entenderlo», y añadió que, antes de Snatch, «estaba encasillado en papeles serios, pero recientemente ha podido adaptarse a papeles estrambóticos propios de la comedia negra y que requieren extroversión», mientras que Amy Taubin, de The Village Voice, dijo que «Pitt logró su máxima expresión cómica en un papel de una única línea de humor».
Al año siguiente, Pitt protagonizó la comedia romántica The Mexican junto con Julia Roberts. La película obtuvo críticas muy variadas, pero fue un éxito de taquilla. Su siguiente papel fue en Spy Game, un thriller ambientado en la época de la Guerra Fría que recaudó 143 millones de dólares. Pitt personificó a Tom Bishop, un operario de la División de Actividades Especiales de la CIA cuyo tutor es el personaje que interpreta Robert Redford. Los críticos de Salon.com disfrutaron la película, aunque señalaron que ni Pitt ni Redford lograron «una conexión emocional con la audiencia». El 22 de noviembre de 2001, Pitt participó como estrella invitada en un episodio de la octava temporada de la serie televisiva Friends, donde interpretó a Will, un antiguo compañero de la escuela de Rachel Green —Jennifer Aniston, su esposa en ese momento—. Esta actuación le valió una nominación a los Premios Primetime Emmy en la categoría de «mejor estrella invitada en una serie de comedia». En diciembre de 2001, Pitt interpretó a Rusty Ryan en la película Ocean's Eleven, una adaptación de la versión original de 1960. El elenco de la película estaba formado por varios actores de primera línea, entre los cuales se incluyen George Clooney, Matt Damon, Andy García y Julia Roberts. Apreciada por la crítica, Ocean's Eleven fue un éxito de taquilla y recaudó 450 millones de dólares en todo el mundo.
En febrero de 2002, Pitt apareció en dos episodios de la serie cómica de MTV Jackass, donde corrió por las calles de Los Ángeles con varios compañeros del reparto disfrazado de gorila, y organizó su propio secuestro en otro episodio. Ese mismo año, Pitt tuvo un papel secundario en el debut como director de George Clooney, Confessions of a Dangerous Mind. Realizó su primer trabajo como actor de voz en 2003, cuando prestó su voz al protagonista de la película animada de DreamWorks Sinbad: Legend of the Seven Seas, y, más tarde, fue la voz de Patch Boomhauer en un episodio de la serie animada King of the Hill.

### 2004-2010: reconocimiento mundial
Pitt tuvo dos papeles estelares en 2004, al interpretar a Aquiles en Troya, cuya trama está basada en la obra griega La Ilíada. Además, encarnó de nuevo a Rusty Ryan en Ocean's Twelve, la continuación de Ocean's Eleven. En la producción de Troya, para interpretar a Aquiles pasó seis meses entrenándose en esgrima y lucha con espadas, y se lesionó su tendón de Aquiles, por lo que la producción se retrasó varias semanas. Con una recaudación mundial de 497 millones dólares —133 millones en Estados Unidos y 364 millones en el resto del mundo—, Troya fue el mayor éxito de taquilla de Pitt en toda su trayectoria como actor hasta ese entonces. Respecto a las críticas, Stephen Hunter de The Washington Times mencionó que Pitt logró destacar aún con un papel exigente. Por otra parte, Ocean's Twelve obtuvo 362 millones de dólares a nivel mundial, mientras que la dinámica entre Pitt y Clooney fue catalogada por Paul Clinton, de la cadena televisiva CNN, como «la mejor química masculina desde Paul Newman y Robert Redford [refiriéndose a las participaciones de estos últimos en las cintas Dos hombres y un destino y El golpe]».
En el 2005, Pitt protagonizó la comedia de acción Sr. y Sra. Smith, dirigida por Doug Liman. En la película, una aburrida pareja casada descubre que ambos son asesinos a sueldo cuya misión es aniquilarse el uno al otro. El largometraje obtuvo críticas razonables, aunque lo más destacado fue la química entre Pitt y Angelina Jolie, quien interpretó a la esposa del personaje, Jane Smith. Los críticos de Star Tribune notaron que «aunque la historia parece desorganizada, la película tiene un encanto gregario, energía galopante y la gran química termonuclear de los protagonistas». Sr. y Sra. Smith recaudó 478 millones de dólares en todo el mundo y se convirtió en uno de los mayores éxitos del 2005.

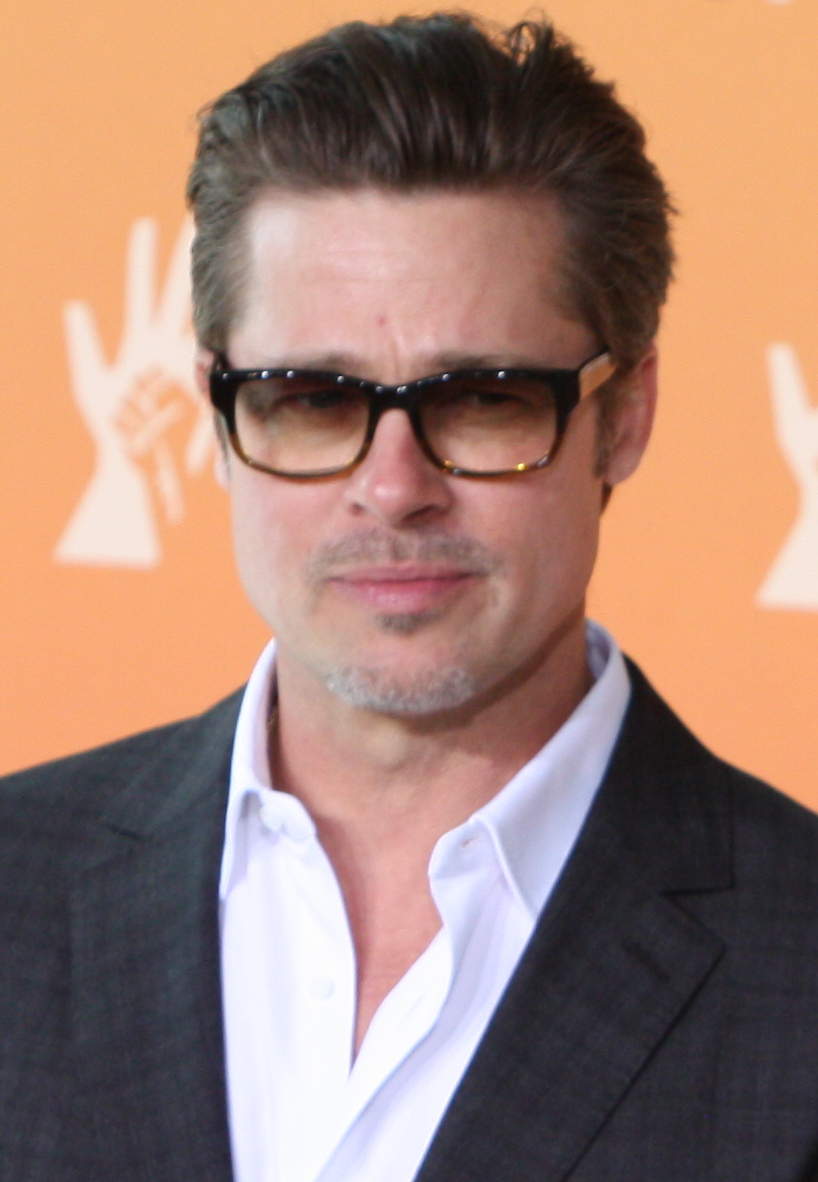
Pitt en junio de 2014.

El siguiente largometraje protagonizado por Pitt fue el drama Babel (2006), dirigido por Alejandro González Iñárritu y coprotagonizado por Cate Blanchett. La actuación de Pitt fue bien recibida por la crítica. El Seattle Post-Intelligencer señaló que fue creíble y que le dio visibilidad a la película. Más tarde, el actor declaró que haber aceptado ese papel había sido una de las mejores decisiones de su carrera. La película se estrenó en un pase especial durante el Festival Internacional de Cine de Cannes de 2006 y posteriormente en el Festival Internacional de Cine de Toronto en el mismo año. Babel obtuvo siete nominaciones a los premios Óscar y a los Globos de Oro, y obtuvo el Globo de Oro a la «mejor película dramática»; Pitt, por su parte, estuvo nominado para el Globo de Oro al «mejor actor de reparto».
En el 2007, Pitt interpretó por tercera vez a Rusty Ryan en Ocean's Thirteen. Aunque fue menos lucrativa que las primeras dos películas, esta secuela recaudó 311 millones de dólares en la taquilla internacional. Su siguiente papel cinematográfico fue en el drama western del 2007 The Assassination of Jesse James by the Coward Robert Ford, adaptación de la novela homónima de 1983, escrita por Ron Hansen, donde interpretó al famoso bandido Jesse James. Dirigida por Andrew Dominik y producida por Plan B, la compañía de Pitt, la película se estrenó en el Festival Internacional de Cine de Venecia de 2007; según Lewis Beale del Film Journal International, Pitt llevó a cabo un papel «tenebroso y carismático», y le valió la Copa Volpi de dicho festival. Aunque el actor asistió al festival para promocionar la película, tuvo que retirarse rápidamente tras sufrir un ataque de un fanático que se abrió paso entre sus guardaespaldas. Finalmente recibió el premio un año más tarde, en el festival de 2008.
La siguiente aparición de Pitt en el cine fue en la comedia negra del 2008 Burn After Reading, su primera colaboración con los hermanos Coen. La película fue bien recibida por los críticos. The Guardian la describió como «un campeón de boxeo, de movimiento rápido, mucha actitud y dispuesto a dar un golpe mortal en cuanto pueda», y destacaron la actuación de Pitt como una de las más graciosas. Posteriormente, fue elegido para personificar a Benjamin Button, el protagonista de la película del 2008 El curioso caso de Benjamin Button, dirigida por David Fincher. La película es una versión levemente adaptada del cuento corto homónimo de 1921 escrito por F. Scott Fitzgerald. La historia trata sobre un hombre que nace octogenario y va rejuveneciendo a medida que pasa el tiempo, y, según Michael Sragow de The Baltimore Sun, la actuación «sensata» de Pitt convirtió a Benjamin Button en una «obra maestra sin tiempo». Este trabajo le valió su primera nominación a los Premios SAG, además de su cuarta nominación a los Globos de Oro y la segunda a los Óscar, todos en la categoría de «mejor actor». La película, a su vez, recibió trece nominaciones a los Premios Óscar y recaudó 329 millones de dólares a nivel mundial.
En 2008 obtuvo el un papel protagonista de Inglourious Basterds, dirigida por Quentin Tarantino y estrenada en agosto de 2009 en un pase especial durante el Festival Internacional de Cine de Cannes de 2009. El actor personificó al Teniente Aldo Raine, un luchador estadounidense de la resistencia francesa contra los nazis durante la Segunda Guerra Mundial. La película fue otro éxito de taquilla. Obtuvo 311 millones de dólares en todo el mundo, y las críticas también fueron mayoritariamente positivas. Inglourious Basterds recibió múltiples premios y nominaciones, entre las que se incluyeron ocho nominaciones a los Óscar y siete a los MTV Movie Awards, incluyendo una nominación en la categoría de Mejor actor para Pitt. Fue la voz del superhéroe Metro Man en el largometraje animado del 2010 Megamente.

#### 2011-presente: Nuevos proyectos
En el 2011, Pitt protagonizó el drama de Terrence Malick The Tree of Life, ganadora de la Palma de Oro en el Festival de Cine de Cannes del 2011, junto con Sean Penn. Ese mismo año, interpretó a Billy Beane, el mánager general de los Oakland Athletics, en Moneyball, basada en el libro homónimo de Michael Lewis del 2003. Moneyball recibió seis nominaciones para los Premios Óscar, incluyendo una nominación en la categoría de Mejor actor para Pitt. Además, firmó un contrato para interpretar a un explorador británico en busca de una misteriosa civilización amazónica en Lost City of Z, inspirada en el libro del mismo nombre de David Grann.
En 2012, interpretó al sicario Jackie Cogan en la película dirigida por Andrew Dominik Mátalos suavemente, basada en la novela Cogan's Trade (1974) del autor George V. Higgins. El siguiente año, Pitt protagonizó y produjo Guerra mundial Z, un thriller que trata sobre un apocalipsis zombi basado en la novela homónima de Max Brooks. Con una recaudación mundial de 540 millones dólares, la película se convirtió en el mayor éxito de taquilla de Pitt en su carrera como actor. También en 2013 produjo y actuó en el drama histórico 12 Years a Slave, basado en la autobiografía de Solomon Northup. El largometraje recibió aclamación por parte de la crítica y fue nominado a nueve Premios Óscar, de los cuales ganó tres, incluyendo el galardón a la mejor película. Ese mismo año tuvo un papel secundario en la película de Ridley Scott The Counselor. Pitt protagonizó la cinta bélica Fury en 2014, donde compartió créditos con Shia LaBeouf, Logan Lerman, Jon Bernthal, Michael Pena, Jason Isaacs, Scott Eastwood, entre otros. La película recaudó 211,8 millones de dólares en todo el mundo y recibió críticas positivas por parte de la prensa.
A finales del 2016, se embarcó en la promoción de la cinta Aliados, melodrama ambientado en la Segunda Guerra Mundial dirigido por Robert Zemeckis, que protagonizó junto a Marion Cotillard, entre rumores de que era ella el motivo de la sonada ruptura del actor con Angelina Jolie. La actriz francesa lo desmintió. En 2017, protagonizó la película War Machine, donde interpretó al general del ejército de los Estados Unidos Glen McMahon.
En 2018, se confirmó que formaría parte de la película Once Upon a Time in Hollywood, dirigida por Quentin Tarantino, junto con un reparto encabezado por Leonardo DiCaprio y Margot Robbie. En esta encarna al doble de acción Clif Booth en el Hollywood de finales de los años 60. Once Upon a Time in Hollywood se estrenó el 26 de julio de 2019 y recibió críticas positivas. En 2019, también participó en Ad Astra junto a Tommy Lee Jones y Donald Sutherland, una película de ciencia ficción en el espacio, dirigida por James Gray.
En 2021, iniciará la filmación de Babylon, nueva película de Damien Chazelle, donde formará elenco con Margot Robbie y Tobey Maguire; será una película basada en la transición del cine mudo al cine sonoro.
El 18 de julio de 2022 se estrenó su nueva película Bullet Train, película que protagonizó bajo el papel de "Mariquita", un agente secreto. Volvió a formar equipo con George Clooney en Wolfs, una comedia-thriller escrita y dirigida por Jon Watts, la cual se estrenó en septiembre de 2024.
En 2025, ha mantenido una intensa actividad profesional como actor y productor. Protagoniza F1, dirigida por Joseph Kosinski, donde interpreta a un piloto retirado que vuelve a las pistas como mentor, con estreno previsto para el 27 de junio. También encabeza Heart of the Beast, un drama de supervivencia ambientado en Alaska y producido por su compañía Plan B, y participará en The Riders, dirigida por Edward Berger. Además, se reencontrará con David Fincher y Quentin Tarantino en The Continuing Adventures of Cliff Booth, retomando su icónico papel de Once Upon a Time in Hollywood. Como productor, ha estado detrás de la serie Adolescence, estrenada en Netflix en marzo. 

## Otros proyectos

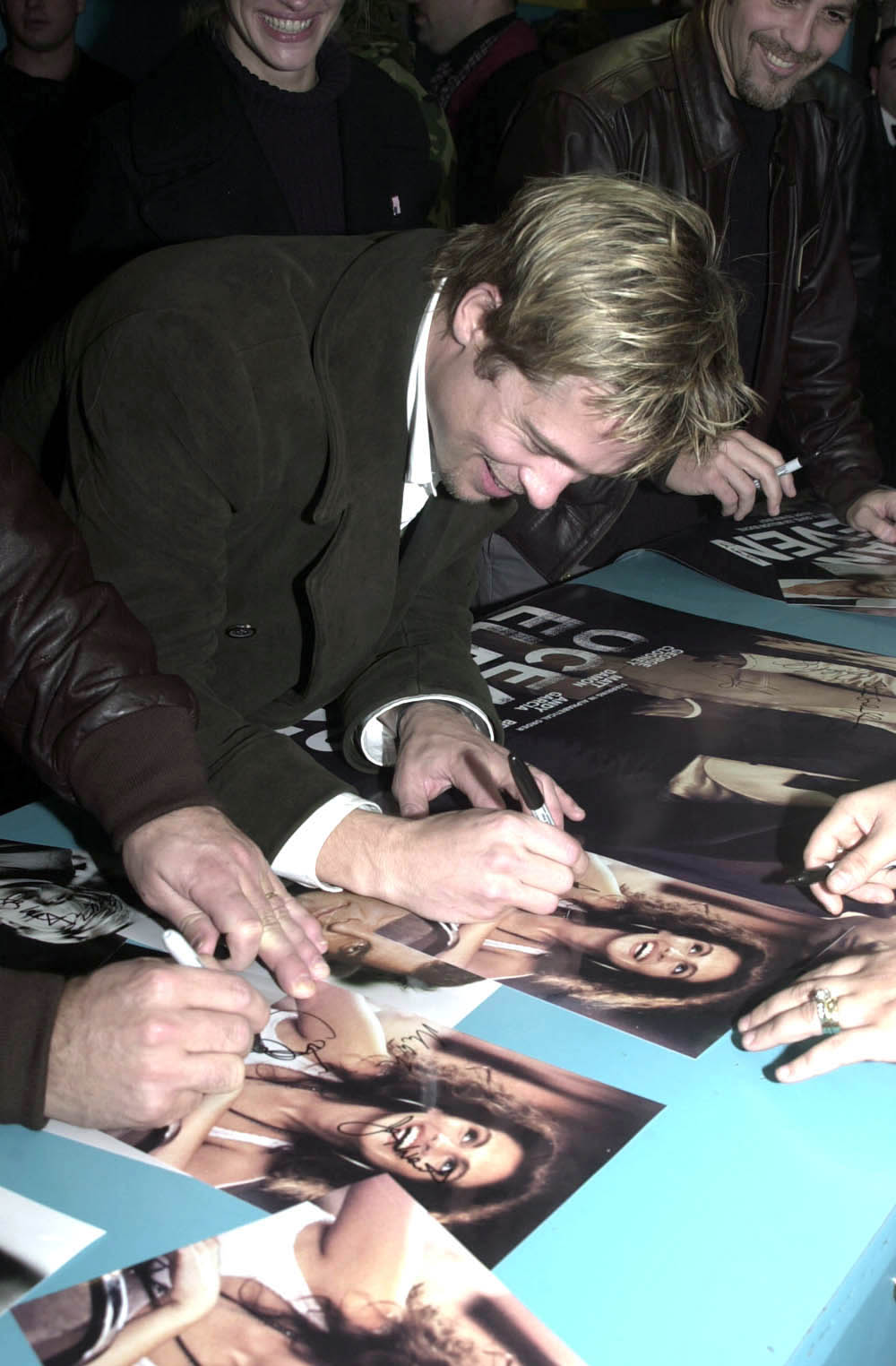
Brad Pitt, en 2001, firmando autógrafos en Turquía.

Junto con Jennifer Aniston y el director ejecutivo de Paramount Pictures, Brad Grey, Pitt fundó la productora Plan B Entertainment. Aniston ya no es socia de la empresa, aunque sigue estando involucrada en muchos proyectos que fueron planeados antes de su divorcio con Pitt, de igual forma que Gray. Desde su origen, la empresa ha producido varias cintas, entre ellas la exitosa película Charlie y la fábrica de chocolate en 2005, protagonizada por Johnny Depp, además de The Departed en 2006, El asesinato de Jesse James por el cobarde Robert Ford en 2007 y A Mighty Heart en el mismo año, esta última con Angelina Jolie en el rol estelar. Cabe señalar que The Departed obtuvo el premio Óscar como «mejor película» en 2007, si bien Pitt figuró como productor en la lista dada por la Academia al anunciar a los nominados, solamente Graham King resultó elegido para llevarse la estatuilla. Asimismo, por lo general, el actor se ha mostrado reticente a hablar sobre Plan B en sus entrevistas.
Pitt apareció como estrella invitada en un episodio de la octava temporada de Friends, como un hombre que guarda rencor contra el personaje Rachel Green, grabó su voz para un episodio de King of the Hill, en donde interpretó al hermano de Boomhauer, Patch Boomhauer, y apareció en un episodio de la serie de MTV Jackass, en la cual formó parte de un secuestro sobre sí mismo. En un episodio posterior de Jackass, él y otros miembros del elenco corren salvajemente por las calles de Los Ángeles vestidos de gorilas.
Por otra parte, ha participado en varios anuncios publicitarios de televisión, uno de ellos para el fabricante de cervezas pale lager Heineken, dirigido únicamente para el mercado estadounidense y retransmitido durante la Super Bowl del 2005. Es destacable añadir que dicho anuncio contó con la dirección de David Fincher, quien ha dirigido a su vez las películas Se7en, Fight Club y El curioso caso de Benjamin Button, las cuales ha protagonizado Pitt. Otros anuncios en los que ha participado incluyen anuncios para la televisión asiática, al promocionar el cupé Honda Integra junto a la modelo rusa Tatiana Sorokko, así como a la empresa SoftBank y la marca de ropa Edwin Jeans, todas ellos de origen japonés.

### Trabajo filantrópico

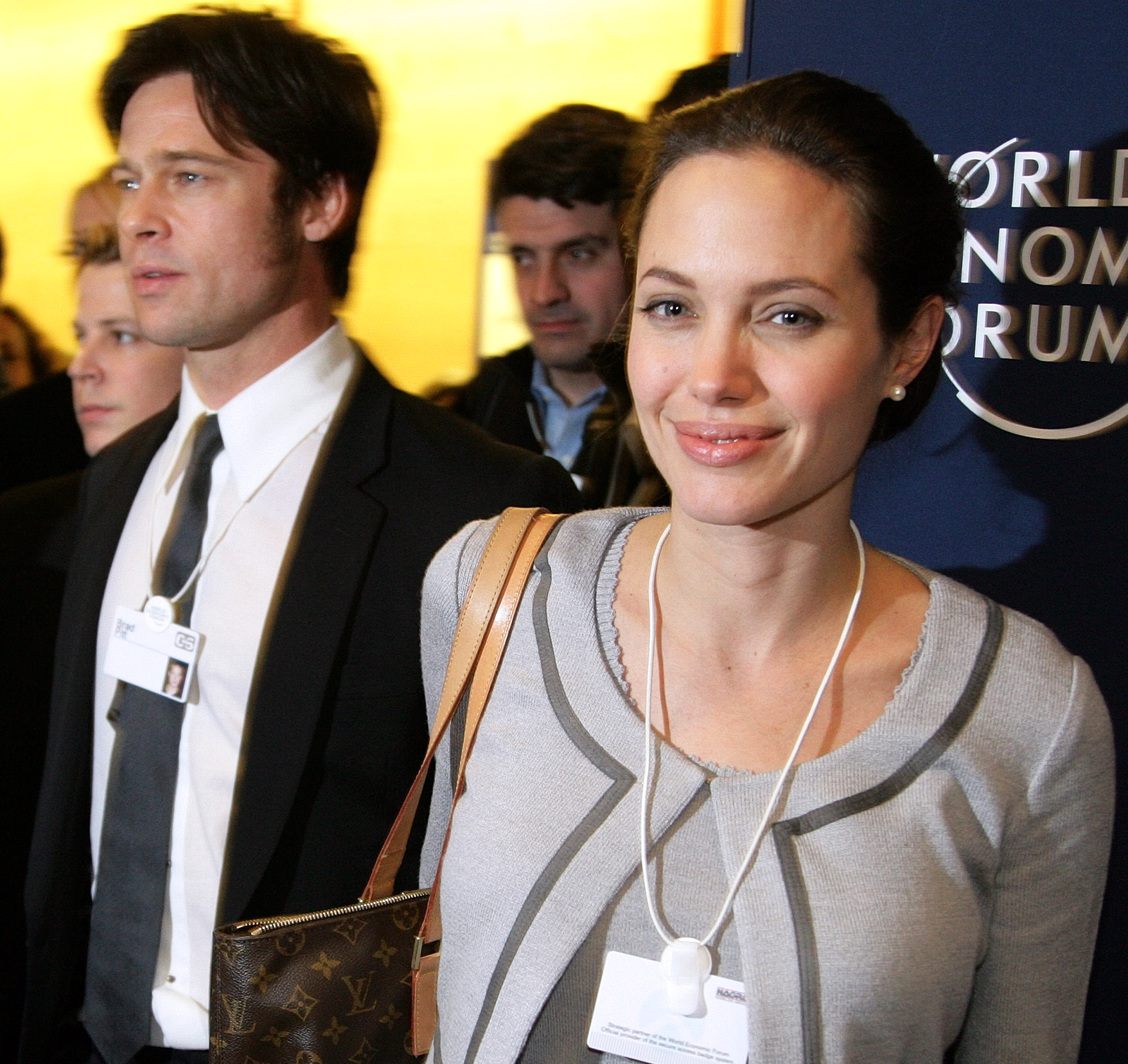
Pitt y Angelina Jolie en una reunión del Foro Económico Mundial de Davos en 2006.

Pitt ha expresado su apoyo a ONE Campaign, una organización destinada a la lucha contra el sida y la pobreza en el tercer mundo. Es el narrador de la aclamada serie de televisión pública Rx for Survival: A Global Health Challenge de la cadena PBS, la cual aborda los problemas de salud existentes a nivel global.
En noviembre del 2005, Pitt viajó a Pakistán junto a Angelina Jolie para ver el impacto del terremoto de Cachemira ocurrido en ese año. De manera similar, en 2006 la pareja viajó a Haití, donde visitaron una escuela creada por la Fundación Yéle Haïti —fundada por el músico de hip hop haitiano Wyclef Jean—. En mayo del 2007, Jolie y Pitt donaron un millón de dólares a tres organizaciones de Chad y Sudán, las cuales tienen como propósito ayudar a todos los afectados por la crisis en la zona de Darfur, y que se habían visto afectados en la región. Junto con Clooney, Damon, Don Cheadle y Jerry Weintraub, Pitt es uno de los fundadores de "Not On Our Watch", una organización que trata de focalizar la atención de los medios de comunicación para detener y prevenir genocidios, como el ocurrido en Darfur.
Por otra parte, el actor manifestó su interés por la arquitectura, lo cual se evidencia al haber participado como narrador de la serie televisiva Design e2, producida por PBS, cuya trama se enfoca en los esfuerzos del mundo por construir estructuras más compatibles con el medio ambiente a través de la arquitectura y el diseño sostenibles. En 2006, fundó la Make It Right Foundation, donde ha organizado a distintos profesionales de la vivienda en Nueva Orleans para financiar y construir 150 casas asequibles y sostenibles en la región Ninth Ward, de Nueva Orleans, tras el desastre causado por el huracán Katrina. Dicho proyecto cuenta con la participación de 13 empresas de arquitectura así como de la organización medioambiental Global Green USA, entidades que en su mayoría han prestado sus servicios para lograr tal objetivo. Cabe señalar que tan solo Pitt y el filántropo Steve Bing han donado cada uno un total de 5 millones de dólares desde el establecimiento del proyecto. Las primeras seis casas se terminaron en octubre del 2008, mientras que en septiembre del 2009 el actor obtuvo un reconocimiento por parte del Consejo de la Construcción Verde de Estados Unidos, una organización sin fines de lucro que promueve la sostenibilidad en la forma en que los edificios son diseñados, construidos y administrados. Meses antes de esto último, en marzo del 2009, Pitt se reunió con el presidente de Estados Unidos Barack Obama y la portavoz de la Cámara de Representantes Nancy Pelosi para promover su concepto de «vivienda verde» como un modelo a nivel nacional e inclusive discutió con estos sobre la posibilidad de una financiación del gobierno federal.
En septiembre de 2006, Pitt y Jolie crearon su propia fundación, la Jolie-Pitt Foundation, para llevar a cabo actividades humanitarias alrededor del mundo. La fundación donó en su primer día, un millón de dólares a Global Action for Children y otro millón a Médicos sin Fronteras. Al mes siguiente, hicieron otra donación de 100.000 dólares a la Daniel Pearl Foundation, un organismo creado en memoria del fallecido periodista estadounidense Daniel Pearl. Según los registros federales, en 2006, Pitt y Jolie invirtieron 8,5 millones USD en la fundación; donaron 2,4 millones USD, y 3,4 millones USD en 2007. En junio del 2009, donaron un millón de dólares a la agencia de refugiados de la ONU para ayudar a los pakistaníes desplazados por las tropas en combate de los talibanes. En enero del 2010, la fundación donó otro millón de dólares a Médicos sin Fronteras para adquirir suministros médicos destinados a la ayuda a las víctimas del terremoto de Haití del 2010.

## Vida privada
A finales de la década de 1980 y durante la década de 1990, Pitt estuvo involucrado románticamente con muchas estrellas de cine, incluyendo a Robin Givens —de Head of the Class—, Jill Schoelen —de Cutting Class—, Juliette Lewis —de Too Young to Die? y Kalifornia—, quien con dieciséis años era diez años menor que él cuando comenzaron a salir, y Gwyneth Paltrow —Se7en—, con quien tuvo un noviazgo altamente publicitado. Pitt también salió con las actrices Sinitta y Thandie Newton.
Pitt padece una enfermedad poco común que se llama prosopagnosia, lo que le lleva incluso a no reconocer la cara de sus familiares y amigos.

### Matrimonio con Jennifer Aniston

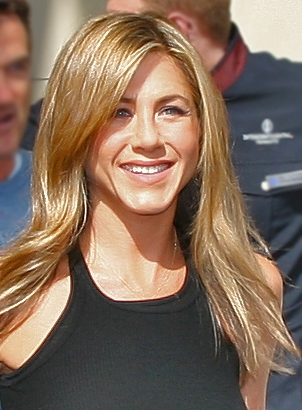
Brad Pitt estuvo casado con Jennifer Aniston de 2000 al 2005.

Pitt conoció a la actriz de Friends Jennifer Aniston en 1998 y se casó con ella en una ceremonia privada en Malibú el 29 de julio de 2000. La pareja se aseguró de que la boda fuera privada al contratar a cientos de guardias de seguridad para que bloqueasen cualquier intento de invasión por parte de los periodistas. Solo una foto de la boda fue hecha pública. Poco después de la boda, Pitt demandó a la empresa Damiani International, quienes habían hecho su anillo de bodas, por vender réplicas de su modelo de diseño propio y exclusivo, llamado «Brad y Jennifer». Bajo el acuerdo alcanzado en enero del 2002, Pitt diseñaría joyería para Damiani y Aniston la modelaría, así, la compañía dejaría de vender las copias.
A pesar de que su matrimonio fue considerado durante años como el éxito matrimonial de Hollywood por excelencia, comenzaron a circular rumores de problemas maritales, y Pitt anunció su separación el 7 de enero de 2005. Mientras el matrimonio de Pitt y Aniston se diluía, él y la actriz Angelina Jolie comenzaron a involucrarse en un escándalo mediático en el cual Jolie era a menudo denominada como «la otra mujer», debido a la química entre ellos en la película Sr. y Sra. Smith. Mientras Jolie y Pitt negaban las acusaciones de adulterio, las especulaciones continuaron durante el 2004 y el 2005. En una entrevista con Ann Curry en junio del 2005, Jolie explicó «Estar íntimamente con un hombre casado, cuando mi padre engañó a mi madre, es algo que no me perdonaría. No podría mirarme en el espejo por la mañana si hiciera eso. No me sentiría atraída hacia un hombre que sería capaz de engañar a su esposa».
A principios del 2005, el concepto de «matrimonio en problemas» inspiró a Pitt a cooperar con el fotógrafo Steven Klein para una sesión de fotos titulada «Felicidad doméstica» para la revista W. Las tomas mostraban a Pitt y a Jolie como una pareja casada con hijos, ambientados en 1963. Pitt expresó su deseo de mostrar la realidad de una manera más evidente y dura, pero mostrando a una pareja feliz. «No sabes qué es lo que está mal», afirmó, «porque el matrimonio es simplemente algo por lo que has firmado». Por su parte, Aniston más tarde citó la toma de fotos como la evidencia de que «su conciencia y su sensibilidad habían desaparecido». Aniston firmó el divorcio el 25 de marzo del 2005, que finalizó el 2 de octubre del mismo año en la Corte Superior de Los Ángeles.
Pese a los comentarios de la prensa que sostienen que Pitt y Aniston tienen una relación negativa, en una entrevista en febrero del 2009, el actor afirmó que no es así, añadiendo que ambos constituyen una gran parte en la vida del otro.

### Relación con Angelina Jolie e hijos
Un mes después de que Aniston firmara el divorcio, en abril de 2005, apareció en los medios una serie de fotos que confirmó los rumores de una relación entre Brad Pitt y la actriz Angelina Jolie. Las fotos, las cuales fueron vendidas por 500.000 dólares, mostraban a Pitt, Jolie y a su hijo Maddox en una playa en Kenia. Durante el verano, la pareja fue vista junta cada vez con más frecuencia, y la prensa comenzó a llamarla «Brangelina». Dos meses más tarde, en junio, se publicó un artículo publicitado en la revista W, donde se mostró a Pitt y a Jolie posando como pareja.
En julio del 2005, Pitt acompañó a Jolie a Etiopía, en donde ella adoptó a su segunda hija, una niña de seis meses llamada Zahara; posteriormente Jolie dijo que ella y Pitt habían tomado juntos la decisión de adoptarla. En diciembre del 2005, se confirmó que Pitt estaba tratando de adoptar legalmente a los dos hijos de Jolie, y debido a los requisitos legales, en los anuncios clasificados en el periódico de Los Ángeles Daily Commerce se anunció la petición de cambio de apellido. El 19 de enero del 2006, un juez de California aprobó la petición, y los apellidos legales de los niños fueron cambiados formalmente a «Jolie-Pitt».
El 11 de enero del 2006, Jolie confirmó a la revista People que estaba embarazada. El 27 de mayo del 2006, Jolie dio a luz a su hija, Shiloh Nouvel Jolie-Pitt, en Swakopmund, Namibia por cesárea. Pitt confirmó que su hija tendría pasaporte namibio, y Jolie decidió mostrar las primeras fotos de Shiloh a través del distribuidor Getty Images, en lugar de permitirle a los periodistas vender fotografías clandestinas a precios muy elevados. People pagó más de 4,1 millones de dólares por los derechos en Estados Unidos, mientras que la revista británica Hello! obtuvo los derechos internacionales por aproximadamente 3,5 millones de dólares. Los derechos totales alcanzaron un total de 10 millones de dólares alrededor del mundo, convirtiéndose en la imagen de una celebridad más cara de la historia. Todas las ganancias fueron donadas a una organización de caridad. Madame Tussauds en Nueva York creó una figura de cera de Shiloh, de dos meses de edad. Fue la primera niña en ser replicada en cera por este museo. En octubre del mismo año, durante una entrevista con Esquire, Pitt afirmó que se casaría con Jolie cuando todos en Estados Unidos puedan hacerlo de forma legal.

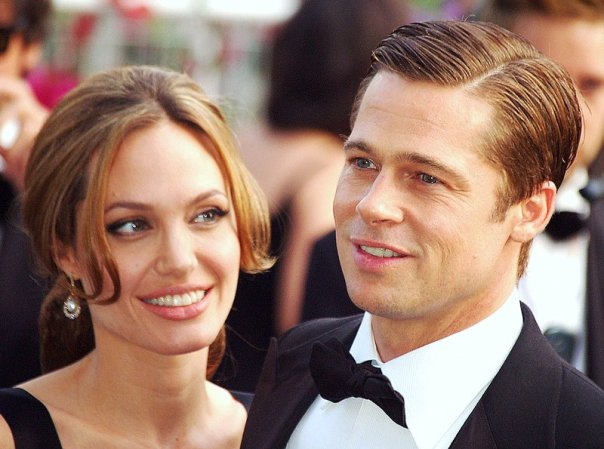
Pitt y Jolie en el Festival de Cannes de 2007.

El 15 de marzo del 2007, Jolie adoptó un niño de tres años de edad de Vietnam, Pax Thien Jolie-Pitt, —originalmente Pax Thien Jolie—. Debido a que el orfanato no le permitía adoptar a parejas que no estuviesen casadas, Jolie adoptó a Pax como madre soltera, y Pitt adoptó al niño como su hijo en Estados Unidos.
Después de que en entrevistas y artículos posteriores en los medios internacionales se sugirió que Jolie estuviera embarazada de nuevo, la actriz fue a la entrega de los premios Independent Spirit con un vestido ajustado, confirmando indirectamente los rumores. People publicó un artículo en el que se confirmó el embarazo. En mayo del 2008, Jolie confirmó en el programa Today que esperaban mellizos. El 12 de julio del 2008 Pitt se convirtió en padre nuevamente, de una niña llamada Vivienne Marcheline y un niño llamado Knox Léon. Además, ayudó en la cesárea y el médico que atendió a la actriz, Michael Sussman, afirmó que «Brad Pitt estuvo muy emocionado durante el alumbramiento». En febrero del 2010, Pitt y Jolie demandaron a la publicación sensacionalista británica News of the World por publicar que la pareja se estaba separando.
Pitt y Jolie anunciaron su compromiso en abril de 2012, después de siete años juntos.[cita requerida]
El 28 de agosto de 2014, la revista People Magazine informó que la pareja contrajo nupcias el 23 de agosto en una pequeña parroquia del Castillo de Miraval en el departamento de Var en el sur de Francia. Se realizó una ceremonia privada a la cual solo asistieron algunos amigos cercanos de la pareja y sus familiares.[cita requerida]
El 19 de septiembre de 2016, según el portal TMZ, Angelina Jolie presentó una solicitud de divorcio alegando “diferencias irreconciliables”. Así, tras once años de relación y solo dos de matrimonio, la famosa pareja "Brangelina" anunciaban el final de su unión.

### Vida en Nueva Orleans
La familia dividía en sus últimos años su tiempo entre Los Ángeles, California y Nueva Orleans, Luisiana. En una entrevista con The Times-Picayune, mientras se filmaba El curioso caso de Benjamin Button, Pitt dijo:

«No puedo saber por qué se nos permite vivir una vida tan normal —en Nueva Orleans—. Vivir en el Barrio Francés es muy bueno para nosotros. Tenemos un indicio de lo que es una verdadera vida familiar. La gente ha sido muy, muy amable con nosotros. Si estamos en nuestro muelle, la gente pasa por allí y nos dice "Hola". Luego siguen su camino, muy amigablemente».

En marzo del 2009, cuando el actor se entrevistó con el expresidente Barack Obama para coordinar un proyecto relacionado con la reconstrucción de la ciudad, se difundió la noticia de que Brad Pitt es el primo noveno del expresidente. Ambos están emparentados mediante un antepasado llamado Edwin Hickman, un policía del estado de Virginia que falleció en 1769.

### Religión
En una entrevista de julio de 2009 afirmó que no creía en Dios y que era «probablemente un 20 % ateo y un 80 % agnóstico». En otra que data del 7 de octubre del 2007, Pitt dijo a la revista Parade que ya no es un cristiano fundamentalista. En la entrevista, Pitt dijo:

«Siempre me pregunté muchas cosas sobre el mundo, incluso cuando estaba en la guardería. Un gran interrogante para mí era la igualdad. Si hubiese sido criado con otra religión, ¿podría tener la misma posibilidad de ir al Cielo que tiene un cristiano? Mi madre tuvo que entrar en mi habitación a hablarme. Fui muy afortunado por haber tenido ese diálogo con ella, pero en secundaria comencé a darme cuenta que me sentía diferente a los demás».

 En 2019 confesó que volvería a sus raíces cristianas y comentó que se arrepentía de ser ateo, según sus palabras: "Estaba siendo rebelde con Dios". En una entrevista con GQ dijo lo siguiente: "Oh, hombre, he pasado por todo. Me aferré a la religión. Crecí con el cristianismo. Siempre lo cuestionaba, pero a veces funcionaba. Y cuando me sentía solo, lo dejé completamente y me llamé agnóstico. Intenté algunas cosas espirituales, pero no me sentí bien. Luego me llamé ateo por un tiempo, siendo rebelde. En realidad no lo estaba. Pero me etiqueté así por un tiempo". Brad Pitt fue visto asistiendo a los servicios dominicales en una iglesia con Kanye West, que ya mostraba señales de su acercamiento con Dios.

### Consumo de alcohol y drogas
En septiembre de 2016, Pitt se volvió sobrio y comenzó a asistir a las reuniones de Alcohólicos Anónimos. En diciembre de 2019, escribió un artículo para Interview en el que habló con su coprotagonista de Leyendas de pasión y ¿Conoces a Joe Black? y compañero alcohólico en recuperación, Anthony Hopkins, sobre sus experiencias con la adicción y la recuperación. Pitt le da crédito a su compañero actor Bradley Cooper por ayudarlo en su sobriedad.
Pitt ha admitido haber consumido cannabis a finales de la década de 1990 como una forma de lidiar con su creciente fama. Según Pitt: "Me estaba escondiendo de la celebridad; estaba fumando demasiada marihuana; estaba sentado en el sofá y simplemente me estaba convirtiendo en un donut". Redujo su consumo de cannabis y se centró en su trabajo después de un viaje a Marruecos, donde fue testigo de la pobreza extrema y el sufrimiento.